# Milagros Zavaleta
Milagros Zavaleta Apestegui (Callao, 1981) es una bióloga molecular y empresaria peruana,  reconocida por su papel destacado durante la pandemia de COVID-19 en el Perú, al liderar el desarrollo de un kit de diagnóstico molecular para la detección del SARS-CoV-2 (CavBio) y la construcción de la primera planta de producción de dispositivos médicos de diagnóstico in vitro para biología molecular en el Perú, con lo cual se marcó un hito en la industria farmacéutica del país.

## Biografía

### Primeros años y educación
Milagros Zavaleta nació en Bellavista, Callao en 1981. Desde pequeña cultivó su curiosidad a través de la observación de objetos bajo el microscopio. Cursó los estudios escolares en los colegios San Vicente de Paúl y Juan Pablo II, en la ciudad de Lima. A los 11 años empezó a entrenarse en voleibol con tal intensidad que fue reclutada por el equipo Géminis de la Liga de Voleibol de Comas con quienes se coronó tetracampeona en la categoría menores de la liga distrital. Participó también en campeonatos regionales y nacionales.
Posteriormente, ingresó a la Universidad Nacional Mayor de San Marcos (UNMSM), donde obtuvo el título profesional en Biología. Continuó su formación académica en la Universidad Peruana Cayetano Heredia, donde culminó la maestría en Bioquímica y Biología Molecular. Más adelante, obtuvo una segunda maestría en Innovación y sostenibilidad empresarial en EADA Business School, España.

### Carrera
Milagros Zavaleta desarrolló su tesis de grado en los Laboratorios de Investigación y Desarrollo (LID) de la Universidad Peruana Cayetano Heredia bajo la supervisión del Dr. Robert Gilman, investigador de la Universidad Johns Hopkins. Su trabajo se centró en el estudio de pacientes con infecciones por brucelosis, con el objetivo de extraer ADN y analizar posibles mutaciones en su estructura genética. Posteriormente, fue contratada para participar en proyectos sobre malaria y enfermedad de Chagas dirigidos también por el Dr. Gilman, lo que le permitió financiar parcialmente su maestría en Bioquímica y Biología Molecular en la Universidad Peruana Cayetano Heredia.
Como parte de su trayectoria profesional, se incorporó a la Asociación Benéfica Prisma, donde colaboró en el desarrollo de pruebas moleculares para diagnóstico. Luego, también desde el sector privado, aportó al diseño de vacunas recombinantes. En el ámbito académico, ocupó el cargo de Coordinadora del área de Biotecnología y Salud en el Centro de Investigación Tecnológica, Biomédica y Medioambiental (CITBM), de la UNMSM, institución fundada a través del financiamiento del Consejo Nacional de Ciencia, Tecnología e Innovación (CONCYTEC). En esta posición, lideró la formulación de proyectos orientados al desarrollo biotecnológico.
Más adelante, fundó la empresa BTS Consultores junto a su esposo, el biólogo Luis Saravia, asumiendo primero el cargo de directora de investigación y luego, el de gerente general. Desde esta posición, impulsó la creación de kits de diagnóstico molecular (CavBio) que recibió el respaldo económico del Estado peruano.
Además, dirigió el equipo responsable del diseño y la posterior certificación de Buenas Prácticas de Manufactura (BPM) de la primera planta de producción de dispositivos médicos de diagnóstico in vitro en el Perú, representando un hito en el avance del sector biotecnológico nacional.

## Producción científica
Investigadora con más de 15 años de experiencia en biología molecular y biotecnología, especializada en el desarrollo de proyectos de investigación molecular sobre enfermedades tropicales desatendidas y en la vigilancia epidemiológica molecular de infecciones respiratorias agudas (IRAS). Se desempeña como gestora de proyectos y formuladora de iniciativas de innovación biotecnológica. Entre sus principales logros, destaca la dirección del desarrollo de un kit de diagnóstico molecular para COVID-19, proyecto que fue posible gracias a una subvención otorgada por Innóvate Perú. Esta iniciativa fue ejecutada a través de BTS Consultores S.A.C., en colaboración con el Centro de Investigación Tecnológica, Biomédica y Medioambiental de la Universidad Nacional Mayor de San Marcos.
Posee amplia experiencia en investigación sobre vacunas recombinantes, así como en el desarrollo de métodos diagnósticos y de tipificación molecular de enfermedades avícolas. Domina técnicas de clonación, expresión de proteínas recombinantes y diseño y evaluación de vacunas recombinantes.
Ha participado activamente en diversos estudios de salud pública en el Perú, colaborando en múltiples proyectos orientados a abordar los principales problemas sanitarios que afectan a la comunidad peruana. Entre sus contribuciones más destacadas se encuentran la caracterización de genes de resistencia en Streptococcus agalactiae, el estudio de la variabilidad genética de las especies de Brucella, investigaciones sobre tuberculosis multidrogorresistente, así como el desarrollo de un candidato a vacuna contra el adenovirus aviar tipo C.

## Premios y reconocimientos
A lo largo de su trayectoria, ha recibido múltiples reconocimientos por su aporte a la ciencia y la salud pública en el Perú. 
- En 2020, el Ministerio de Salud (MINSA) destacó su valiosa contribución al desarrollo de pruebas moleculares rápidas en el país, mediante un kit de diagnóstico para COVID-19.[18][19]
- En 2021, fue galardonada por la Asociación Red de Investigación, Desarrollo e Innovación (Red IDI) en la categoría Vinculación Universidad-Empresa en Ciencias, por el proyecto “Validación y Empaquetamiento de un kit molecular para el diagnóstico de COVID-19”, realizado en colaboración con la Universidad Nacional Mayor de San Marcos.[5] Ese mismo año, fue invitada a participar en una conferencia presidida por el entonces Presidente de la República del Perú, Francisco Sagasti, en la que se resaltó el papel de las mujeres peruanas en favor de la ciencia, organizada por CONCYTEC.[3]
- En 2022, la Municipalidad Metropolitana de Lima le otorgó un diploma en la categoría Ciencia y Salud, en reconocimiento a su trayectoria y experiencia en biología molecular, biotecnología y enfermedades tropicales.[5]
- En 2023, la Comisión de la Mujer y Familia del Congreso de la República del Perú la distinguió por sus altos valores humanos, reflejados en su carrera científica como bióloga, destacando su contribución a la prevención en salud y la lucha contra la COVID-19.[5] Ese mismo año, fue incluida entre las cinco protagonistas del libro Guardianas de la salud, publicación que visibiliza la labor de mujeres científicas peruanas y su impacto en el ámbito científico nacional.[1][20][21][22][23]